# مسجد چوبفروشی

داخل مسجد نورالسلام مشهور به مسجد چوبفروشی

مسجد چوبفروشی کابل در سال ۱۳۰۳ ه ق ساخته شده که پیش‌تر بنام «مسجد نورالاسلام» مشهور بود. مسجد مذکور از سنگ، خشت پخته، گچ، آهن، چونه و چوب ساخته شده و دارای کمانها، رواقها و گنبدها بوده و در پهلوی خود عمارت گنبدی علیحده دارد بنام مدرسه که با مرور ایام دارالحفاظ، جمعیت العلما و منسوبین علوم دینی بود. در اثر جنگ‌های اخیر افغانستان ویران شده‌است.